# Voorzorgsprincipe
Het voorzorgsprincipe is een moreel en politiek principe dat stelt dat als een ingreep of een beleidsmaatregel ernstige of onomkeerbare schade kan veroorzaken aan de samenleving of het milieu, de bewijslast ligt bij de voorstanders van de ingreep of de maatregel als er geen wetenschappelijke consensus bestaat over de toekomstige schade. Het voorzorgsprincipe is vooral van toepassing in de gezondheidszorg en het milieu; het gaat daar over complexe systemen waar ingrepen resulteren in onvoorspelbare effecten. In een aantal gevallen betreft het de omgang met de risico’s van nieuwe technologieën, zoals genetisch gemodificeerde organismen of kunstmatige intelligentie. Een van de theoretische grondleggers van het principe is de Franse filosoof François Ewald.
In het milieubeleid wordt het principe vaak als volgt uitgelegd: als er een ingreep plaatsvindt of plaats gaat vinden waarvoor sterke aanwijzingen bestaan dat deze ernstige effecten heeft op het milieu, moeten maatregelen volgen ook al is er nog sprake van wetenschappelijke onzekerheid. Het voorzorgsprincipe is een van de uitgangspunten van Europese milieuwetgeving, net als het principe 'de vervuiler betaalt' en bijvoorbeeld het subsidiariteitsbeginsel. Bijvoorbeeld de toelatingsregels voor chemicaliën (REACH) zijn mede gestoeld op het voorzorgsprincipe.
In de praktijk zijn er nogal verschillende interpretaties van het voorzorgsprincipe, omdat er vrijwel geen beleidsmaatregel of ingreep bestaat waarbij je elke 'ernstige of onomkeerbare schade' kunt uitsluiten. Een heel strikte interpretatie werkt daardoor verlammend op elke besluitvorming. Een ander belangrijk kritiekpunt is dat het innovatie belemmert, omdat bij nieuwe producten en processen er veel meer onzekerheden zijn dan bij bestaande.
De term voorzorgsprincipe wordt vaak ten onrechte gebruikt voor 'voorzichtigheid betrachten', maar het principe gaat niet in eerste instantie over voorzichtigheid of het tegenhouden van veranderingen, maar over hoe te handelen bij wetenschappelijke onzekerheid.

## Voorzorgsbeginsel
Het voorzorgsbeginsel is een uit het milieurecht afkomstig beginsel. Het beginsel houdt in dat de overheid niet hoeft te wachten met het nemen van milieubeschermende maatregelen totdat een onomstotelijk bewijs van schadelijke effecten is geleverd. Het voorzorgsbeginsel legitimeert handelen van de overheid om bepaalde mogelijk schadelijke activiteiten te reguleren.
Er is veel discussie over het voorzorgsbeginsel, zowel in wetenschappelijke kring als in beleidsarena's, en er zijn verschillende definities in omloop. Sommige definities stellen dat het voorzorgsbeginsel de overheid verplicht tot het nemen van maatregelen, terwijl de kern van andere definities is dat onzekerheid geen reden is om geen maatregelen te nemen. De ene groep van definities presenteert voorzorg als een plicht. De andere groep als mogelijkheid. De bekendste definitie van het voorzorgsbeginsel is te vinden in het Brundtland-rapport (1987) en de Rio Declaration (1992). Vrij vertaald luidt deze definitie: als er kans is op serieuze of onomkeerbare schade, dan mag het gebrek aan volledige wetenschappelijke zekerheid niet gebruikt worden als reden om maatregelen uit te stellen.
Er zijn de nodige handelsconflicten tussen de Europese Unie en de Verenigde Staten waarin (verschillende interpretaties van) het voorzorgsbeginsel centraal staat.
Dit beginsel is onder meer terug te vinden in art. 191 lid 2 van het Verdrag betreffende de werking van de Europese Unie en beginsel 15 van het Klimaatverdrag. In Nederland is dit beginsel niet uitdrukkelijk gecodificeerd, maar wel kan gewezen worden op art. 3 Wet milieugevaarlijke stoffen en de regeling omtrent de milieueffectrapportage.